# Blessid Union of Souls
I Blessid Union of Souls sono un gruppo musicale rock statunitense formatosi in Ohio nel 1990. 
Il loro primo singolo I Believe (1995) è quello più famoso.
La loro canzone Brother, My Brother è stata inserita nella colonna sonora del primo film Pokémon, Mewtwo colpisce ancora.

## Formazione
Attuale
- Eliot Sloan - voce, piano (fondatore)
- Brian Lovely
- Chris Arduser
- David Lessing
- Dave Ramos

Ex membri
- Jeff Pence - chitarra (fondatore)
- C.P. Roth - tastiere, basso (fondatore)
- Eddie Hedges - batteria (fondatore)
- Kyle Robinson
- Tony Clark
- Bryan Billhimer
- Shaun Schaefer
- Roland Turner

## Discografia
Album studio
- 1995 - Home
- 1997 - Blessid Union of Souls
- 1999 - Walking Off the Buzz
- 2005 - Perception
- 2008 - Close to the Edge
- 2011 - The Mission Field

Raccolte
- 2001 - Blessid Union of Souls: The Singles
- 2007 - Almost Acoustic (Volume 1)